# العلاقات المالديفية اللبنانية
العلاقات المالديفية اللبنانية هي العلاقات الثنائية التي تجمع بين المالديف ولبنان.

## مقارنة بين البلدين
هذه مقارنة عامة ومرجعية للدولتين:
| وجه المقارنة                                              | المالديف       | لبنان                                                                |
| --------------------------------------------------------- | -------------- | -------------------------------------------------------------------- |
| المساحة (كم2)                                             | 298            | 10.45 ألف                                                            |
| عدد السكان (نسمة)                                         | 436.33 ألف     | 6.10 مليون                                                           |
| الكثافة السكانية (ن./كم²)                                 | 146.42 ألف     | 583.73                                                               |
| العاصمة                                                   | ماليه          | بيروت                                                                |
| اللغة الرسمية                                             | اللغة الديفهي  | اللغة العربية، لغة فرنسية                                            |
| العملة                                                    | روفيه مالديفية | ليرة لبنانية                                                         |
| الناتج المحلي الإجمالي (بليون دولار)                      | 4.60 مليار     | 51.84 مليار                                                          |
| الناتج المحلي الإجمالي (تعادل القوة الشرائية) بليون دولار | 5.23 مليار     | 81.54 مليار                                                          |
| الناتج المحلي الإجمالي الاسمي للفرد دولار أمريكي          | 8.39 ألف       | 8.05 ألف                                                             |
| الناتج المحلي الإجمالي للفرد دولار أمريكي                 | 12.53 ألف      | 17.46 ألف                                                            |
| مؤشر التنمية البشرية                                      | 0.706          | 0.769                                                                |
| رمز المكالمات الدولي                                      | +960           | +961                                                                 |
| رمز الإنترنت                                              | .mv            | .lb                                                                  |
| المنطقة الزمنية                                           | ت ع م+05:00    | ت ع م+02:00، ت ع م+03:00، توقيت شرق أوروبا، توقيت شرق أوروبا الصيفي ‏ |

## منظمات دولية مشتركة
يشترك البلدان في عضوية مجموعة من المنظمات الدولية، منها:
| علم المنظمة | اسم المنظمة                        | تاريخ انضمام المالديف | تاريخ انضمام لبنان |
| ----------- | ---------------------------------- | --------------------- | ------------------ |
|             | مؤسسة التنمية الدولية              | 13 يناير 1978         | 10 أبريل 1962      |
|             | يونسكو                             | 18 يوليو 1980         | 4 نوفمبر 1946      |
|             | وكالة ضمان الاستثمار متعدد الأطراف | 19 مايو 2005          | 19 أكتوبر 1994     |
|             | الأمم المتحدة                      | 21 سبتمبر 1965        | 24 أكتوبر 1945     |
|             | الاتحاد البريدي العالمي            | ?                     | ?                  |
|             | البنك الدولي للإنشاء والتعمير      | 13 يناير 1978         | 14 أبريل 1947      |
|             | منظمة التعاون الإسلامي             | ?                     | ?                  |
|             | منظمة حظر الأسلحة الكيميائية       | ?                     | ?                  |
|             | مؤسسة التمويل الدولية              | 2 فبراير 1983         | 28 ديسمبر 1956     |
|             | الاتحاد الدولي للاتصالات           | 28 فبراير 1967        | 12 يناير 1924      |
|             | منظمة الشرطة الجنائية الدولية      | ?                     | ?                  |

## وصلات خارجية
- موقع وزارة الخارجية المالديفية